# Marcelo Neveleff
Gabriel Marcelo Neveleff (ur. 9 marca 1963 w La Placie) – argentyński trener piłkarski z obywatelstwem amerykańskim, od 2023 roku prowadzi reprezentację Dominikany.